# Parageotrupes incanus
Parageotrupes incanus är en skalbaggsart som beskrevs av Nikolajev och Ren 2010. Parageotrupes incanus ingår i släktet Parageotrupes och familjen tordyvlar. Inga underarter finns listade i Catalogue of Life.